# Kammerlöcher

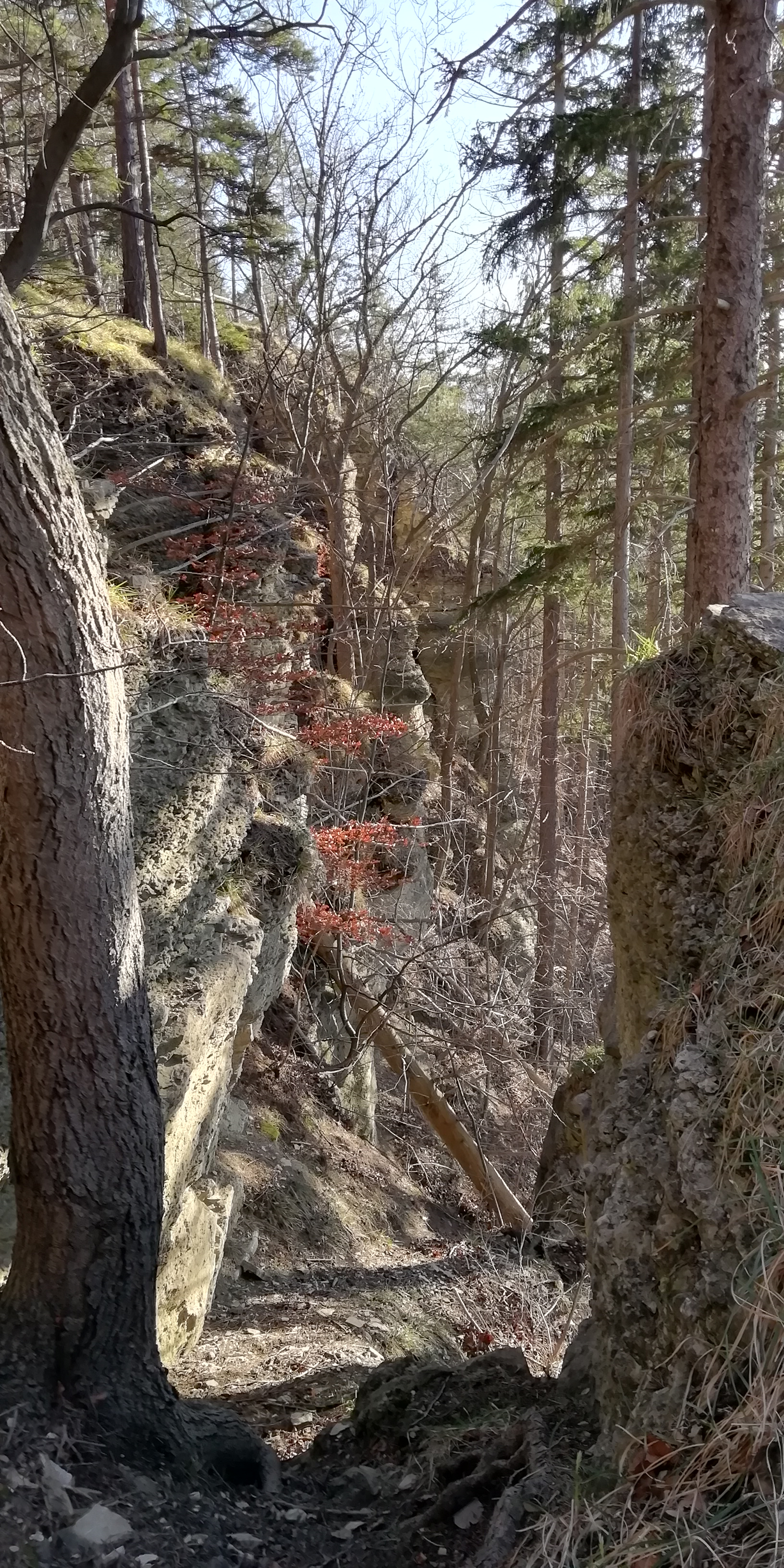
Kammerlöcher bei Angelroda

Die Kammerlöcher sind eine Reihe von Felsabstürzen im Tal der Zahmen Gera zwischen Angelroda und Geraberg im mittleren Ilm-Kreis. Das Gelände ist ein Flächennaturdenkmal.

## Entstehung
Im Zuge der so genannten saxonischen Gebirgsbildung vor etwa 140 Millionen Jahren, als sich auch der Thüringer Wald aus dem bis dahin an dieser Stelle befindlichen Meer heraushob, entstanden nördlich des Kammes ausgedehnte Muschelkalkhochflächen, die als Ohrdrufer Platte bezeichnet werden. Durch die entstehenden Flüsse bildeten sich dann einzelne Schollen. So gehört der Berg, von dem die Felsen der Kammerlöcher stammen, zur so genannten Reinsbergscholle.
Durch die sich immer weiter in das Gestein eingrabende Zahme Gera entstand ein schluchtartiges Gelände. Aufgrund von Verwitterung des relativ weichen Muschelkalkgesteins und der Wirkung der Schwerkraft brachen über Jahrtausende auf einer Länge von 100 Meter immer wieder einzelne Felsschollen vom bis zu 532 Meter hohen Kirchberg ab, die heute eine bizarre Felslandschaft gebildet haben. Der Prozess des Felsabbruchs ist weiterhin im Gange, so dass beim Wandern in dem Gebiet große Vorsicht geboten ist. Die Felsblöcke haben eine Höhe von bis zu 30 Meter über der an dieser Stelle 390 m über dem Meeresspiegel gelegenen Zahmen Gera, getrennt durch bis zu 20 Meter breite Klüfte. Durch die Abbrüche lassen sich die verschiedenen Gesteinsschichten, die sich über Millionen von Jahren gebildet haben, gut beobachten, so dass die Kammerlöcher einen repräsentativen Ausschnitt der geologischen Schichtfolge des unteren Muschelkalkes darstellen.

## Bewuchs
Wegen der auf kleinen Räumen extrem unterschiedlichen Sonneneinstrahlung hat sich im Bereich der Kammerlöcher eine sehr abwechslungsreiche Muschelkalkflora gebildet. Die Hänge des Berges sowie die Felsblöcke sind mit einem Schutzwald bewachsen. Dazu zählen auch etwa 50 Eiben.

## Sagen
Die bizarre Felsenwelt, zu der eine ganze Anzahl winziger Vertiefungen in Steilwänden gehört, und die Unkenntnis ihrer Entstehung hat die Menschen der Gegend immer wieder zu Geschichten und Sagen über die Kammerlöcher inspiriert. Die bekannteste dieser Sagen ist die der Zwerge der Kammerlöcher, die im 19. Jahrhundert von Ludwig Bechstein aufgeschrieben wurde (siehe Weblinks).